# Уег
Уег (коми Уег) — село в Усть-Цилемском районе Республики Коми России. Административный центр сельского поселения Уег.

## История
Основано в первой половине XVIII века переселенцами из Усть-Цильмы. В «Списке населенных мест Российской империи», изданном в 1861 году, населённый пункт упомянут как деревня Уѣзжная (Уѣдъ) Мезенского уезда (2-го стана), при реке Печоре, расположенная в 721 версте от уездного города Мезень. В деревне насчитывалось 28 дворов и проживало 265 человек (117 мужчин и 148 женщин).
По состоянию на 1920 год, в деревне Уежской имелось 52 двора и проживало 211 человек (88 мужчин и 123 женщины). В административном отношении деревня являлась центром Уежного общества Устьцилемской волости Печорского уезда.

## География
Село находится в северо-западной части Республики Коми, на правом берегу протоки Уежный Шар реки Печоры, на расстоянии примерно 30 километров (по прямой) к северо-северо-западу (NNW) от села Усть-Цильма, административного центра района. Абсолютная высота — 31 метр над уровнем моря.
Часовой пояс
Уег, как и вся Республика Коми, находится в часовой зоне МСК (московское время). Смещение применяемого времени относительно UTC составляет +3:00.

## Население
| 2010 |
| ---- |
| 190  |

Гендерный состав
По данным Всероссийской переписи населения 2010 года в гендерной структуре населения мужчины составляли 51,1 %, женщины — соответственно 48,9 %.
Национальный состав
Согласно результатам переписи 2002 года, в национальной структуре населения русские составляли 95 % из 307 чел.

## Инфраструктура
Функционируют магазин, фельдшерско-акушерский пункт, библиотека, дом культуры, сельскохозяйственный производственный кооператив «Маяк» и отделение Почты России. До 2019 года действовала начальная школа — детский сад.

## Улицы
Уличная сеть села состоит из одной улицы (ул. Центральная).